# 博斯唐
博斯唐（法語：Bostens）是法国朗德省的一个市镇，属于蒙德马桑区（Mont-de-Marsan）蒙德马桑北县（Mont-de-Marsan-Nord）。该市镇总面积7.66平方公里，2009年时的人口为176人。

## 人口
博斯唐人口变化图示